# بلود، سوت، آند تيرز (فريق موسيقي)
بلود، سوت، آند تيرز (بالإنجليزية: Blood, Sweat & Tears) فريق لموسيقى الجاز والروك، تأسس في مدينة نيويورك في عام 1967. اشتهر الفريق بمزيج من الآلات النحاسية والروك، وسجلوا أغاني لمؤلفي موسيقى الروك والفولكلور مثل لورا نيرو وجيمس تايلور والباند ورولينج ستونز وكذلك بيلي هوليداي وإريك ساتي.
مر الفريق منذ بدايته بالعديد من التغيرات في أعضاؤه، والعديد من الأساليب الموسيقية. أشتهر الفريق بدمج موسيقى الروك والبلوز وموسيقى البوب وتوزيعات وارتجال لموسيقى الجاز في مزيج هجين أصبح يُعرف باسم «موسيقى الجاز والروك».

## أعضاء الفريق
كيث بالوسو: غناء
براد ماسون: بوق
جوناثان باول: بوق
كين جيوفر: ساكسفون، وفلوت
مايك بوسكارينو: الترومبون
ديلان إليز: طبول
ريك فايرابراسي: جيتار باس، وغناء
جوليان كوريل: جيتار، وغناء
جلين ماكليلاند: لوحات المفاتيح (كيبورد)
الأعضاء الأصليين السابقين
آل كوبر: لوحات المفاتيح، غناء (1967-1968)
راندي بريكر: بوق (1967-1968)
جيري وايس: بوق، فلوجلهورن، دعم غناء (1967-1968)
فريد ليبسيوس: ألتو ساكس، لوحات المفاتيح (1967-1972)
ديك هاليجان: لوحات المفاتيح، ترومبون، أبواق، فلوت، دعم غناء (1967-1972)
ستيف كاتز: جيتار، هارمونيكا، فلوت، مندولين، غناء (1967-1973، وكضيف خاص في بعض العروض 2008-2010)
جيم فيلدر: جيتار باس، جيتار، دعم غناء (1967-1974)
بوبي كولومبي: طبول، إيقاع، دعم غناء (1967-1977)
أعضاء سابقين مميزين
ديفيد كلايتون توماس: غناء، جيتار (1968-1972، 1974-1981، 1984-2004)
جيري فيشر: غناء (1972-1974)

## أهم أغاني الفريق
لقد جعلتني سعيدًا جدًا (1969) You've Made Me So Very Happy
عجلة الغزل (1969) Spinning Wheel
وعندما أموت (1969) And When I Die
هاي دي هو (1970) Hi-De-Ho
لوكريشيا ماك إيفل (1970) Lucretia Mac Evil
ليزا، استمعِ إلي (1971) Lisa, Listen to Me
الذهاب للمقامرة (1971) Go Down Gamblin
إلى اللقاء يا ديكسي (1972) So Long Dixie
أخبرني أنني مخطئ (1974) Tell Me That I'm Wrong
يجب أن أدخلك إلى حياتي (1975) Got to Get You into My Life

## وصلات خارجية
https://bloodsweatandtears.com/ بلود، سوت، آند تيرز (فريق موسيقي)
http://www.rdrop.com/users/rickert/bst.html بلود، سوت، آند تيرز (فريق موسيقي)
http://www.jorgenand.se/bst/bst.html بلود، سوت، آند تيرز (فريق موسيقي)
https://web.archive.org/web/20021026091419/http://www.classicwebs.com/bs%26t.htm بلود، سوت، آند تيرز (فريق موسيقي)
https://www.allmusic.com/artist/blood-sweat-tears-mn0000046925/discography بلود، سوت، آند تيرز (فريق موسيقي)